# Grand Prix Alanya féminin
Le Grand Prix Alanya féminin est une course cycliste d'un jour qui se déroule autour d'Alanya dans la province d'Antalya. Créée en 2019, elle fait partie du Calendrier international féminin UCI, en classe 1.2. L'épreuve masculine est au calendrier de l'UCI Europe Tour depuis 2018.

## Palmarès
| Année | Vainqueur          | Deuxième      | Troisième          |
| ----- | ------------------ | ------------- | ------------------ |
| 2019  | Tatsiana Sharakova | Olga Shekel   | Maria Novolodskaya |
| 2020  | Diana Klimova      | Hanna Tserakh | Anna Nahirna       |